# 佩魯斯巴紐斯島

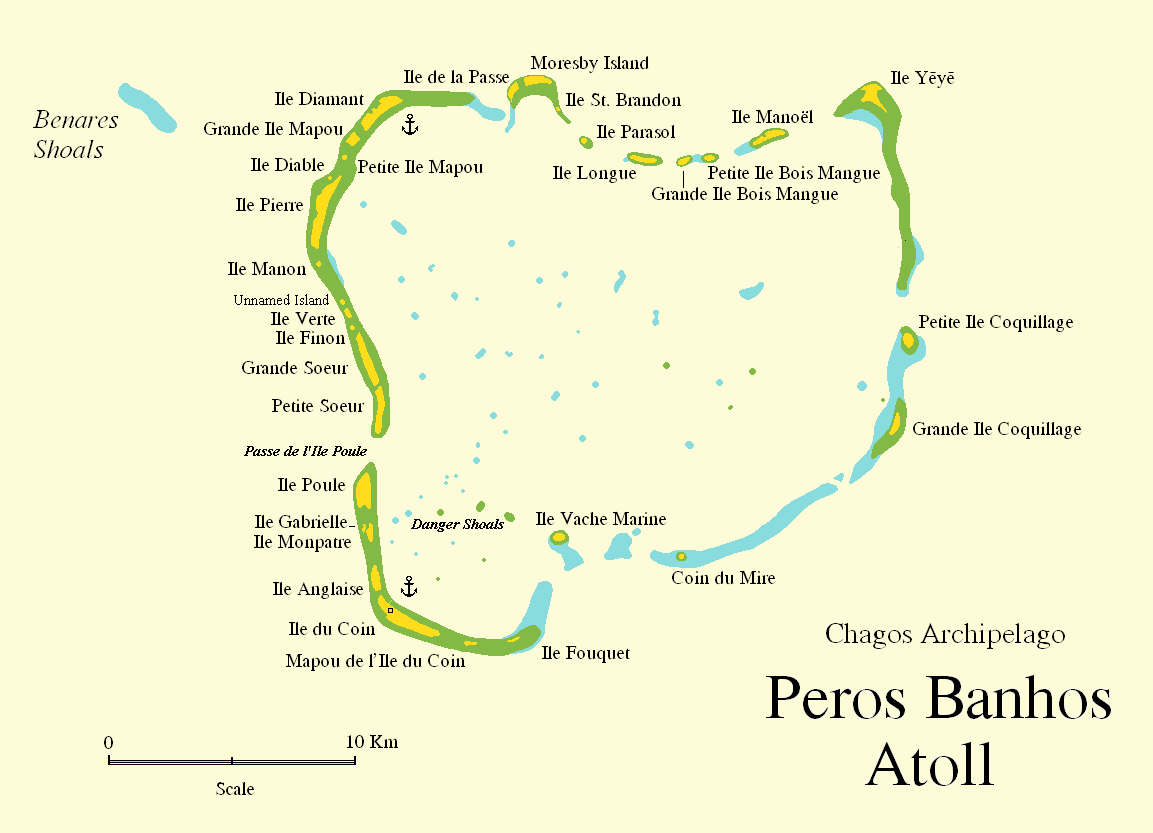

佩魯斯巴紐斯島是印度洋的環礁，屬於查戈斯群島的一部分，由英屬印度洋領地負責管轄，由32個島嶼組成，面積13平方公里，潟湖面積503平方公里，島上無人居住。

## 外部連結
- Pictures of Peros Banhos（页面存档备份，存于）

5°20′S 71°51′E / 5.333°S 71.850°E